# Serinus rufobrunneus
Serinus rufobrunneus là một loài chim trong họ Fringillidae.